# Галіна-Парк (Техас)
Галіна-Парк (англ. Galena Park) — місто (англ. city) в США, в окрузі Гарріс штату Техас. Населення — 10 740 осіб (2020).

## Географія
Галіна-Парк розташована за координатами 29°44′43″ пн. ш. 95°14′4″ зх. д. / 29.74528° пн. ш. 95.23444° зх. д. (29.745165, -95.234576).  За даними Бюро перепису населення США в 2010 році місто мало площу 12,95 км², з яких 12,60 км² — суходіл та 0,35 км² — водойми.

## Демографія
Згідно з переписом 2010 року, у місті мешкало 10 887 осіб у 3021 домогосподарстві у складі 2475 родин. Густота населення становила 841 особа/км².  Було 3273 помешкання (253/км²).
Расовий склад населення:
| - 63,8 % — білих - 6,8 % — чорних або афроамериканців - 0,8 % — корінних американців - 0,1 % — азіатів - 25,2 % — осіб інших рас |

До двох чи більше рас належало 3,3 %. Частка іспаномовних становила 81,4 % від усіх жителів.
За віковим діапазоном населення розподілялося таким чином: 33,6 % — особи молодші 18 років, 58,1 % — особи у віці 18—64 років, 8,3 % — особи у віці 65 років та старші. Медіана віку мешканця становила 29,0 року. На 100 осіб жіночої статі у місті припадало 102,4 чоловіків;  на 100 жінок у віці від 18 років та старших — 98,7 чоловіків також старших 18 років.
Середній дохід на одне домашнє господарство  становив 51 915 доларів США (медіана — 43 302), а середній дохід на одну сім'ю — 54 404 долари (медіана — 43 676). Медіана доходів становила 31 948 доларів для чоловіків та 30 722 долари для жінок. За межею бідності перебувало 21,5 % осіб, у тому числі 30,2 % дітей у віці до 18 років та 12,0 % осіб у віці 65 років та старших.
Цивільне працевлаштоване населення становило 4836 осіб. Основні галузі зайнятості: освіта, охорона здоров'я та соціальна допомога — 16,8 %, виробництво — 16,1 %, будівництво — 12,9 %, транспорт — 12,0 %.